# 1963年の野球
1963年の野球（1963ねんのやきゅう）では、1963年の野球界における動向をまとめる。

## 競技結果

### 日本プロ野球

#### ペナントレース
| 順位 | 球団             | 勝 | 敗 | 分 | 勝率 | 差   |
| 1位  | 読売ジャイアンツ | 83 | 55 | 2  | .601 | 優勝 |
| 2位  | 中日ドラゴンズ   | 80 | 57 | 3  | .584 | 2.5  |
| 3位  | 阪神タイガース   | 69 | 70 | 1  | .496 | 14.5 |
| 4位  | 国鉄スワローズ   | 65 | 73 | 2  | .471 | 18.0 |
| 5位  | 大洋ホエールズ   | 59 | 79 | 2  | .428 | 24.0 |
| 6位  | 広島カープ       | 58 | 80 | 2  | .420 | 25.0 |

| 順位 | 球団               | 勝 | 敗 | 分 | 勝率 | 差   |
| 1位  | 西鉄ライオンズ     | 86 | 60 | 4  | .589 | 優勝 |
| 2位  | 南海ホークス       | 85 | 61 | 4  | .582 | 1.0  |
| 3位  | 東映フライヤーズ   | 76 | 71 | 3  | .517 | 10.5 |
| 4位  | 近鉄バファローズ   | 74 | 73 | 3  | .503 | 12.5 |
| 5位  | 毎日大映オリオンズ | 64 | 85 | 1  | .430 | 23.5 |
| 6位  | 阪急ブレーブス     | 57 | 92 | 1  | .383 | 30.5 |

#### 日本シリーズ
| 日付                                   | 試合   | ビジター球団（先攻） | スコア   | ホーム球団（後攻） | 開催球場   |
| -------------------------------------- | ------ | -------------------- | -------- | ------------------ | ---------- |
| 10月26日（土）                         | 第1戦  | 読売ジャイアンツ     | 1 - 6    | 西鉄ライオンズ     | 平和台球場 |
| 10月27日（日）                         | 第2戦  | 読売ジャイアンツ     | 9 - 6    | 西鉄ライオンズ     | 平和台球場 |
| 10月28日（月）                         | 移動日 | 移動日               | 移動日   | 移動日             | 移動日     |
| 10月29日（火）                         | 第3戦  | 雨天中止             | 雨天中止 | 雨天中止           | 後楽園球場 |
| 10月30日（水）                         | 第3戦  | 西鉄ライオンズ       | 2 - 8    | 読売ジャイアンツ   | 後楽園球場 |
| 10月31日（木）                         | 第4戦  | 西鉄ライオンズ       | 4 - 1    | 読売ジャイアンツ   | 後楽園球場 |
| 11月1日（金）                          | 第5戦  | 西鉄ライオンズ       | 1 - 3    | 読売ジャイアンツ   | 後楽園球場 |
| 11月2日（土）                          | 移動日 | 移動日               | 移動日   | 移動日             | 移動日     |
| 11月3日（日）                          | 第6戦  | 読売ジャイアンツ     | 0 - 6    | 西鉄ライオンズ     | 平和台球場 |
| 11月4日（月）                          | 第7戦  | 読売ジャイアンツ     | 18 - 4   | 西鉄ライオンズ     | 平和台球場 |
| 優勝：読売ジャイアンツ（2年ぶり6回目） |        |                      |          |                    |            |

#### 個人タイトル
|              | セントラル・リーグ | セントラル・リーグ | セントラル・リーグ | パシフィック・リーグ | パシフィック・リーグ | パシフィック・リーグ |
| タイトル     | 選手               | 球団               | 成績               | 選手                 | 球団                 | 成績                 |
| ------------ | ------------------ | ------------------ | ------------------ | -------------------- | -------------------- | -------------------- |
| 最優秀選手   | 長嶋茂雄           | 巨人               |                    | 野村克也             | 南海                 |                      |
| 最優秀新人   | 該当者なし         | 該当者なし         | 該当者なし         | 該当者なし           | 該当者なし           | 該当者なし           |
| 沢村栄治賞   | 伊藤芳明           | 巨人               |                    |                      |                      |                      |
| 首位打者     | 長嶋茂雄           | 巨人               | .341               | ブルーム             | 近鉄                 | .335                 |
| 最多本塁打   | 王貞治             | 巨人               | 40本               | 野村克也             | 南海                 | 52本                 |
| 最多打点     | 長嶋茂雄           | 巨人               | 112打点            | 野村克也             | 南海                 | 135打点              |
| 最多盗塁     | 高木守道           | 中日               | 50盗塁             | 広瀬叔功             | 南海                 | 45盗塁               |
| 最多安打     | 長嶋茂雄           | 巨人               | 163安打            | 広瀬叔功             | 南海                 | 187安打              |
| 最高出塁率   | 王貞治             | 巨人               | .452               | ブルーム             | 近鉄                 | .397                 |
| 最優秀防御率 | 柿本実             | 中日               | 1.70               | 久保征弘             | 近鉄                 | 2.36                 |
| 最多勝利     | 金田正一           | 国鉄               | 30勝               | 稲尾和久             | 西鉄                 | 28勝                 |
| 最多奪三振   | 金田正一           | 国鉄               | 287奪三振          | 稲尾和久             | 西鉄                 | 226奪三振            |
| 最高勝率     | 山中巽             | 中日               | .714               | 田中勉 森中千香良    | 西鉄 南海            | .680                 |

#### ベストナイン
|          | セントラル・リーグ | セントラル・リーグ | パシフィック・リーグ | パシフィック・リーグ |
| 守備位置 | 選手               | 球団               | 選手                 | 球団                 |
| -------- | ------------------ | ------------------ | -------------------- | -------------------- |
| 投手     | 金田正一           | 国鉄               | 稲尾和久             | 西鉄                 |
| 捕手     | 森昌彦             | 巨人               | 野村克也             | 南海                 |
| 一塁手   | 王貞治             | 巨人               | 榎本喜八             | 大毎                 |
| 二塁手   | 高木守道           | 中日               | ブルーム             | 近鉄                 |
| 三塁手   | 長嶋茂雄           | 巨人               | 小玉明利             | 近鉄                 |
| 遊撃手   | 古葉毅             | 広島               | 小池兼司             | 南海                 |
| 外野手   | 江藤慎一           | 中日               | 張本勲               | 東映                 |
| 外野手   | 近藤和彦           | 大洋               | 広瀬叔功             | 南海                 |
| 外野手   | 藤井栄治           | 阪神               | 山内一弘             | 大毎                 |

### 高校野球
- 第35回選抜高等学校野球大会優勝　下関商業（山口県）
- 第45回全国高等学校野球選手権大会優勝　明星（大阪府）

### 大学野球
- 第12回全日本大学野球選手権大会優勝：慶應義塾大

- 東京六大学野球連盟優勝 春：慶應義塾大、秋：法政大
- 東都大学野球連盟優勝 春：駒澤大、秋：中央大
- 関西大学野球連合優勝 春：立命館大、秋：なし[3]

### 社会人野球
- 第34回都市対抗野球大会優勝：積水化学

### メジャーリーグ
- ワールドシリーズ
ロサンゼルス・ドジャース（ナ・リーグ） （4戦全勝） ニューヨーク・ヤンキース（ア・リーグ）

## できごと

### 1月
- 1月14日 - パ・リーグのオーナー、理事合同会議が午後1時より中之島の新大阪ホテルで開かれ、1963年度の開幕日を4月6日、年間試合数を150試合とすることを正式決定[4]。
- 1月16日 - セ・リーグは午後1時より銀座のスポーツマンクラブにて理事会を開き、今シーズンは28回総当たり制とすること、引き分け再試合を実施しないこと、などを決定[5]。
- 1月24日 - プロ野球実行委員会が丸の内のパレス・ホテルにて開かれ、コミッショナーの内村祐之を実行委員長とすること、12球団の球団代表全員を実行委員とする、野球協約の条文をわかりやすくする、等の案件をまとめたほか、オールスターを7月22日から26日に後楽園球場、東京スタジアム、神宮球場の順番で行うことなどを決める[6]。

### 2月
- 2月4日 - 野球体育博物館に表彰掲載される殿堂入りを決める特別表彰委員会が開かれ、市岡忠男が選出される[7]。
- 2月15日 - プロ野球機構参事の赤嶺昌志が自宅で脳軟化症と心臓衰弱のため亡くなる[8]。

### 3月
- 3月18日 - プロ野球実行員会が丸の内のパレス・ホテルで開かれ、来年度の日程を東京五輪が開催されるためそれ以前に終了させる方向を確認したほか、最高殊勲選手について優勝チームからの選出にこだわらず、大リーグにならいその年の最優秀選手を選ぶことにすることなどを決定[9]。

### 4月
- 4月5日 - 第35回選抜高等学校野球大会の決勝戦が阪神甲子園球場において行われ、山口県の下関商が北海道の北海に10対0で勝利し、初優勝[10]。
- 4月6日 - パ・リーグの公式戦が開幕[11]。
- 4月27日 - 西鉄の関口清治が西宮球場での対阪急4回戦の八回表に代打で出場し、プロ通算1500試合出場を達成[12]。
- 4月28日 - 大毎の田宮謙次郎が日生球場での対近鉄ダブルヘッダー第1試合の2回戦の一回表に1号本塁打を打ち、プロ通算100本塁打を達成[13]。

### 5月
- 5月2日 - 西鉄の高倉照幸が対近鉄4回戦でプロ通算1000安打を達成[14]。
- 5月9日 - 国鉄の金田正一が後楽園球場での国鉄対大洋第5回戦で先発し延長10回を完投して勝利投手となり、プロ通算300勝を達成[15]。
- 5月11日 - ロサンゼルス・ドジャースのサンディー・コーファックスが対サンフランシスコ・ジャイアンツ戦において2度目のノーヒットノーランを達成、スコアは8対0。
- 5月14日 - 西鉄の玉造陽二が、平和台球場での対東映6回戦に先発出場し、プロ通算1000試合出場を達成[16]。
- 5月17日 - 【MLB】ヒューストン・コルト45sのドン・ノットバートが対フィラデルフィア・フィリーズ戦においてノーヒットノーランを達成、スコアは4対1。
- 5月20日 - 東京球場で開催予定の毎日大映オリオンズ対南海ホークス10回戦が濃霧で試合中止となる[17]。

### 6月
- 6月15日 - 【MLB】サンフランシスコ・ジャイアンツのフアン・マリシャルが対ヒューストン・コルト45s戦においてノーヒットノーランを達成、スコアは1対0[18]。
- 6月22日 - 阪急の岡嶋博治が西宮球場での対大毎6回戦に出場し、プロ通算1000試合出場を達成[19]。
- 6月30日 - 国鉄の金田正一が東京球場での対広島8回戦で六回表から救援登板して15勝目を挙げ、別所毅彦の持つ通算310勝の記録を更新する通算311勝を達成[20]。

### 7月
- 7月6日 - 南海の皆川睦雄が日生球場での対近鉄16回戦に先発し、三回裏に近鉄打線にパ・リーグタイの1回8被安打を記録[21]。
- 7月7日 - 東映の張本勲が後楽園球場での対西鉄ダブルヘッダー第1試合の15回戦の一回裏に16号本塁打を打ち、プロ通算100本塁打を達成[22]。
- 7月8日 - 東京球場での大毎対近鉄15回戦で、大毎が一回裏に四者連続二塁打のパ・リーグタイ記録[23]。
- 7月10日 - 西鉄の稲尾和久が西宮球場での対阪急15回戦の五回裏に本屋敷錦吾からこの試合で5つ目の三振を奪い、プロ通算2000奪三振を達成[24]。
- 7月20日 - 後楽園球場での国鉄対中日15回戦で中日は二回裏に1イニング5失策のセ・リーグ新記録[25]。
- 7月26日 - 【MLB】ヒューストン・コルツ対ニューヨーク・メッツ戦でメッツが3-7で敗れ、メッツはメジャー新記録となる20連敗[26]。
- 7月28日 - 巨人の王貞治が広島市民球場での対広島カープ17回戦1回表に大石清投手から右中間へ先制2ランを打ち、プロ通算100本塁打を達成（プロ32人目）。
- 7月28日 - 【MLB】ニューヨーク・メッツはコルツに2-8で敗れ、1890年にピッツバーグ・パイレーツが記録した22連敗と並ぶ[27]。
- 7月31日 - 南海の野村克也が大阪球場での対阪急17回戦に四番・捕手として先発出場し、プロ通算1000試合出場を達成[28]。

### 8月
- 8月1日 - 国鉄の豊田泰光が広島市民球場での対広島15回戦の一回表に10号2点本塁打を打ち、プロ通算200本塁打を達成[29]。
- 8月4日 - 第三十四回都市対抗野球大会の決勝戦が後楽園球場にて午後6時半から行われ、京都市の積水化学が室蘭市の富士製鉄を4-3で破り、大会初優勝[30]。
- 8月11日 - 後楽園球場での対巨人23回戦において、巨人の七回表、一死二、三塁の場面で阪神の投手・村山実が救援登板、巨人打者・池沢義行へのカウント2-2からの5球目を球審の国友正一はボールと判定し、村山がこの判定に怒ってマウンドから国友に向かい詰め寄る。国友は村山が暴言を吐いたとして退場処分とする[31]。
- 8月12日 - 【MLB】セントルイス・カージナルスのスタン・ミュージアルが記者会見し、今季限りで現役引退すると発表[32]。
- 8月17日 - セ・リーグは、夏の甲子園大会が雨で順延となり20日に甲子園球場で開催予定の阪神対大洋18回戦を延期すると発表[33]。
- 8月19日 - 大毎の山内一弘が西宮球場での対阪急19回戦の四回表に21号2点本塁打を打ち、プロ通算250本塁打を達成[34]。
- 8月20日
  - 第45回全国高等学校野球選手権大会の決勝戦が甲子園において行われ、大阪府の明星高が山口県の下関商を2対1で下し、初優勝。
  - 南海の森下整鎮が日生球場での対近鉄22回戦の七回表にこの日3本目の安打を打ち、プロ通算1000安打を達成[35]。
- 8月21日
  - 近鉄のグレン・ミケンズが日生球場での対南海23回戦の九回表一死一塁の場面で救援登板し、南海のバディ・ピートを初球で遊撃への併殺に打ち取り、その裏近鉄が4-3でサヨナラ勝ちしたため、プロ野球史上初めて1球のみ投じただけで勝利投手となる[36]。
  - 大毎の小野正一が東京球場での対南海19回戦の一回表に田中久寿男から三振を奪い、プロ通算1500奪三振を達成[37]。
- 8月25日 - 西鉄の稲尾和久が西宮球場での対阪急ダブルヘッダー第一試合の20回戦の九回裏から救援登板し、プロ通算500試合登板を達成[38]。
- 8月29日 - 南海の野村克也が大阪球場での対阪急23回戦の一回裏に35号2点本塁打、六回裏に安打を打ち、プロ通算1000安打を達成[39]。
- 8月31日 - 広島は那覇市の琉球東急ホテルにて、社会人野球の琉球煙草の安仁屋宗八と正式に入団契約を交わし、沖縄出身の初のプロ野球選手となる[40]。

### 9月
- 9月5日
  - 西宮球場での阪急対大毎ダブルヘッダー第一試合の23回戦で大毎が5-4と勝利し、球団創設1000勝目を達成[41]。
  - 後楽園球場での東映対近鉄26回戦で近鉄は八回裏1イニングに5投手が登板のパ・リーグタイ記録[42]。
- 9月14日 - 広島球場での広島対大洋17回戦で、大洋のクレスが九回表大洋の攻撃中に、三塁側スタンドのアメリカ人観客の野次に激昂して内野席に乱入して野次を飛ばした観客と掴み合いになるが、同僚の黒木基康と森徹が仲裁に入る。試合が約5分中断[43]。
- 9月18日 - 南海の広瀬叔功が東京球場での対大毎ダブルヘッダー第二試合の29回戦の五回表に安打を打ち、プロ通算1000安打を達成[44]。
- 9月21日 - 大毎の山内一弘が東京球場での対阪急25回戦の五回裏二安打を打ち、プロ通算1500安打を達成[45]。

### 10月
- 10月6日 - 【MLB】ワールドシリーズの第4戦がドジャー・スタジアムにおいて行われ、ナショナルリーグ のロサンゼルス・ドジャースがアメリカンリーグのニューヨーク・ヤンキースに2対1で勝利し、4連勝で4年ぶり3度目の優勝達成。
- 10月15日 - 巨人は後楽園球場での対中日ダブルヘッダー第2試合の28回戦に7-0で勝利し、1961年以来2年ぶりのリーグ優勝を達成[46]。
- 10月16日
  - 南海の野村克也が大阪球場での対西鉄30回戦の四回裏に50号2点本塁打、九回裏に51号本塁打を放ち、小鶴誠が1950年に記録した年間最多本塁打の記録に並ぶ[47]。
  - パ・リーグは、優勝争いをしている西鉄と南海が公式戦150試合を終えて同率首位となった場合、2勝先勝の優勝決定戦を行うと発表[48]。
- 10月17日
  - 南海の野村克也が南海対近鉄の30回戦の7回裏に52号本塁打を打ち、1950年に小鶴誠の年間51本塁打を破る年間本塁打のプロ野球新記録[49]。
  - 南海は全日程を終了、パ・リーグの優勝は西鉄の残り4試合の結果次第となる。西鉄が4勝全勝なら西鉄の優勝、3勝1敗で南海と同率となり南海と優勝決定戦、2敗すれば南海の優勝となる。
- 10月20日
  - 西鉄対近鉄のダブルヘッダー29、30回戦が平和台球場で行われ西鉄が第一試合を5-4、第二試合を2-0で勝って近鉄に連勝し、1958年以来5年ぶりのリーグ優勝達成[50][51]。
  - パ・リーグは全日程が終了[52]。
- 10月23日 - セ・リーグの全日程が終了[53]。

### 11月
- 11月4日 - 日本シリーズの第7戦が平和台球場にて行われ、巨人が西鉄を18対4で下し、4勝3敗で2年ぶり10度目の日本一を達成[54]。
- 11月7日 - 沢村賞の選考が東京運動記者クラブ加盟社の部長会によって午後1時から東京・有楽町のレバンテにて行われ、巨人の伊藤芳明を選出[55]。
- 11月8日
  - プロ野球コミッショナー事務局は午後4時から1963年度のセ・パ両リーグの最優秀選手にセは巨人の長島茂雄、パは南海の野村克也、最優秀新人は両リーグとも「該当者なし」となったと発表[56]。
  - 阪神はフランク・ヤシックに対し１来年の契約を結ばないと通告[57]。
- 11月13日 - 大毎のオーナーの永田雅一は東京・京橋の大映本社にて、田宮謙次郎の引退を発表[58]。
- 11月11日 - 大洋は東京・大手町の大洋漁業本社にて記者会見し来季の新首脳陣を発表。野球評論家の別所毅彦がヘッドコーチに就任[59]。
- 11月19日 - プロ野球実行委員会が東京・丸の内の東京会館にて開かれ、来年度は東京オリンピックが開催される10月10日までに日本シリーズを含めた全日程を終了することなどを決定[60]。
- 11月21日 - 阪神は前大毎コーチだった杉下茂が投手コーチに就任したと発表[61]。
- 11月25日 - 国鉄は東京駅地下のレストラン「とうきょう」にて記者会見し、林義一が監督に就任したと正式に発表[62]。
- 11月30日
  - 阪神は午後、梅田の球団事務所にてコーチの青田昇が退団したと発表。青田がこの日球団代表の戸沢一隆に対し「今季の成績不振の責任を取りたい」と申し入れ、戸沢は強く慰留したものの青田の意志が固かったため、辞任を認めた[63]。
  - 国鉄は午後3時、東京・有楽町の球団事務所にて記者会見し、元広島の小鶴誠が打撃コーチに就任したと発表[64]。

### 12月
- 12月5日 - 野球体育博物館に表彰掲載される野球人を選出する競技者表彰委員会は午後4時から銀座西のプロ野球コミッショナー事務局にて、元巨人の中島治康が選出されたと発表。11月25日に本年度の投票が開票されたが候補者全員が規定票数に届かなかったため、規定により上位6名を対象に再投票を実施した結果、中島が選出された[65]。
- 12月6日 - 巨人は球団代表の佐々木孜美が読売新聞本社へ復帰するため退任し、後任に読売興行取締役の佐々木金之助が就任したと発表[66]。
- 12月11日 - 西鉄は滝内弥瑞生が二軍内野コーチに就任したと発表[67]。
- 12月18日 - 東映は山本久夫と中日の寺田陽介とのトレードが成立したと発表[68]。
- 12月20日 - 大毎オーナーの永田雅一が午後、東京・京橋の大映本社にて記者会見し、山内一弘と阪神の小山正明のトレードが成立したと発表[69]。
- 12月25日 - 国鉄は小川善治が二軍投手コーチに就任したと発表[70]。

## 誕生

### 1月
- 1月2日 - デビッド・コーン
- 1月4日 - トレイ・ヒルマン
- 1月7日 - 中野佐資
- 1月10日 - 欠端光則
- 1月10日 - 宣銅烈
- 1月23日 - マーティ・ブラウン

### 2月
- 2月20日 - 山越吉洋

### 3月
- 3月2日 - 井上祐二
- 3月10日 - 坂口千仙
- 3月13日 - マリアーノ・ダンカン
- 3月14日 - マイク・ロックフォード
- 3月22日 - リッチ・モンテレオーネ
- 3月26日 - ルイス・メディーナ

### 4月
- 4月2日 - 伊東昭光
- 4月3日 - 棚橋祐司
- 4月7日 - 横谷彰将
- 4月13日 - 串原泰夫
- 4月14日 - 松本豊
- 4月24日 - 加藤誉昭
- 4月27日 - 吉村禎章
- 4月29日 - 上本孝一（+2006年）

### 5月
- 5月1日 - 園川一美
- 5月5日 - 工藤公康
- 5月11日 - 相馬勝也（+ 2013年）
- 5月20日 - 高木宣宏
- 5月21日 - 鈴木慶裕
- 5月23日 - 中藤義雄
- 5月29日 - 伊藤敦規
- 5月29日 - 森博幸
- 5月30日 - 西沢浩一
- 5月31日 - 原野優

### 6月
- 6月9日 - 片平保彦
- 6月17日 - ボビー・シグペン
- 6月18日 - 竹下浩二
- 6月20日 - 浜田一夫
- 6月22日 - 藤野正剛
- 6月27日 - 酒井勉

### 7月
- 7月5日 - 原田賢治
- 7月6日 - 金城信夫
- 7月13日 - 村上眞一
- 7月14日 - 西川佳明
- 7月15日 - 伊藤優
- 7月18日 - マイク・グリーンウェル
- 7月19日 - マーク・キャリオン
- 7月20日 - 森山良二
- 7月22日 - デニー・ゴンザレス
- 7月26日 - 古川慎一

### 8月
- 8月1日 - 津村潔
- 8月3日 - 本村信吾
- 8月5日 - 後関昌彦
- 8月9日 - 渡辺浩司
- 8月10日 - ジェラルド・クラーク
- 8月11日 - 槙原寛己
- 8月11日 - 若井基安
- 8月12日 - 斉藤学
- 8月14日 - 別府修作
- 8月15日 - 陳義信
- 8月27日 - 金村義明
- 8月30日 - 小山昌男

### 9月
- 9月8日 - 渡辺伸治
- 9月10日 - ランディ・ジョンソン
- 9月19日 - 清水義之
- 9月21日 - セシル・フィルダー
- 9月23日 - 勝呂壽統
- 9月24日 - 古川利行

### 10月
- 10月1日 - マーク・マグワイア
- 10月7日 - 石井宏
- 10月21日 - 伊藤隆偉
- 10月22日 - 大井久士
- 10月23日 - 射手園眞一
- 10月24日 - 中川明仁

### 11月
- 11月8日 - 藤本博史
- 11月14日 - 山本幸二
- 11月14日 - 古溝克之
- 11月15日 - 大豊泰昭（+ 2015年）
- 11月18日 - 音重鎮
- 11月20日 - 鈴木貴久（+ 2004年）
- 11月20日 - 川本和宏

### 12月
- 12月4日 - バーナード・ブリトー
- 12月5日 - 村田真一
- 12月7日 - シェーン・マック
- 12月11日 - 中村稔
- 12月27日 - 安藤強

## 死去
- 2月28日 - エッパ・リクシー（* 1891年）
- 11月17日 - メリト・アコスタ（元メジャーリーガー、* 1896年）